# Gruppo cosmonauti NPOE 11
Il Gruppo cosmonauti NPOE 11 è stato selezionato il 1º aprile 1994 ed è formato da due ingegneri provenienti da RKK Ėnergija. L'addestramento generale dello spazio è iniziato a luglio 1994 ed è stato completato il 24 aprile 1996. Kužel'naja è stata membro dell'equipaggio di riserva per la missione Sojuz TM-33, ma non ha mai volato nello spazio. Tjurin ha svolto tre missioni di lunga durata sulla ISS, prima di ritirarsi nel 2016.
- Nadežda Kužel'naja[1] (Rit.)
- Michail Tjurin[2]

STS-105/STS-108 (Exp 3)
Sojuz TMA-9 (Exp 14)
Sojuz TMA-11M (Exp 38/39)